# ゲティスバーグからの撤退

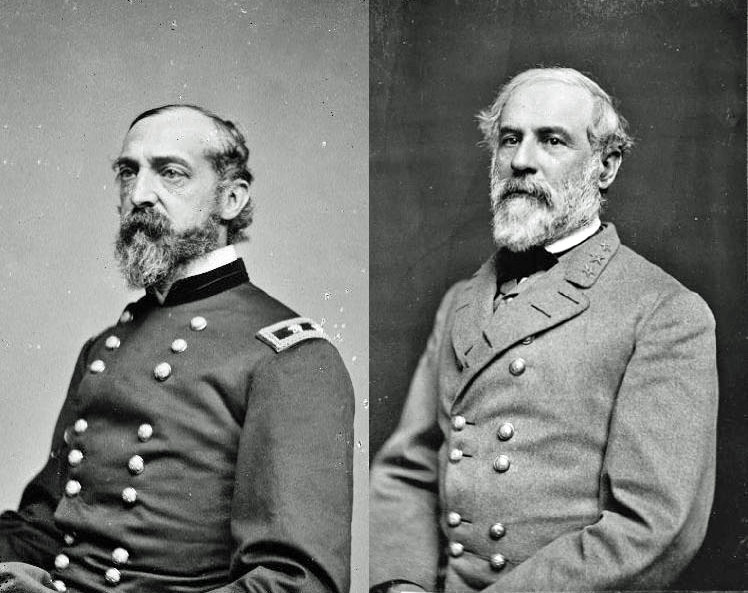
両軍の指揮官、ミード（左）とリー

ゲティスバーグからの撤退（ゲティスバーグからのてったい、英:Retreat from Gettysburg）では、南北戦争の1863年7月3日、ゲティスバーグの戦いが終わった後に、南軍の北バージニア軍がバージニア州に撤退した過程を概説する。南軍ロバート・E・リー将軍はゲティスバーグで北軍を破れなかったので、メリーランド州を抜けてポトマック川を渡り、比較的安全と考えられるバージニア州までの後退を命じた。北軍のジョージ・ミード少将が率いるポトマック軍は、7月13日から14日に掛けての夜にポトマック川を渡った南軍に対して意義有る攻撃を掛けられるだけの素早い行動ができなかった。
南軍の物資と負傷者を乗せた輜重隊はペンシルベニア州キャッシュタウンを抜けてサウス山を越えて進んだが、その隊列の長さは15ないし20マイル（24ないし32 km）にも延び、厳しい天候と難儀させる道路さらには北軍騎兵の襲撃に耐えなければならなかった。リー軍歩兵隊の大半はペンシルベニア州フェアフィールドからモンテレー・パスを抜け、メリーランド州ヘイガーズタウンに向かった。ポトマック川まで到着すると、川が増水して舟橋を破壊し、すぐに渡ることはできなかった。最低限の防御工作物を拵え、リー軍の撤退路のさらに南までの長い道路を追跡していた北軍の到着を待った。ミードが適切な偵察を行い南軍の防御工作物に攻撃を掛けられる前に、南軍は浅瀬や急拵えの橋を使って逃げることができた。
この撤退の間に起こった主に騎兵による戦闘、襲撃および小競り合いにはフェアフィールドの戦い（7月3日）、モンテレー・パスの戦い（7月4日-5日）スミスバーグ（7月5日）、ヘイガーズタウン（7月6日と12日）、ブーンズバラの戦い（7月8日）、ファンクスタウンの戦い（7月7日と10日）およびウィリアムズポートとフォーリングウォーターズ周辺での戦い（7月6日-14日）があった。南軍がポトマック川を越えてからは、バージニア州でシェファーズタウン（7月16日）とマナサスギャップの戦い（7月23日）が起こり、これで6月から7月に掛けてのゲティスバーグ方面作戦が終わった。

## 背景
3日間にわたって行われたゲティスバーグの戦いの頂点は、ピケットの突撃と呼ばれる大規模な歩兵による猛攻であり、南軍によるセメタリーリッジに陣取った北軍中央に対する攻撃はかなりの損失を出して撃退された。南軍はセミナリーリッジの自陣に戻り、反撃が来るのに備えた。7月4日の夜になっても北軍の反撃は無かったので、リーはこのゲティスバーグ方面作戦ではもはや成すべき事もなくなり、そのボロボロになった軍隊をバージニア州まで連れて帰る必要があると認識した。ペンシルベニア州の田園地帯でその軍隊を食わせていくという物資調達能力も衰え、北軍は時間が経てば容易に援軍を連れて来られるはずなのに、リー軍ではその期待も無かった。リー軍の砲兵隊長ウィリアム・N・ペンドルトン准将が、その長距離砲の弾薬が全て使い果たされ、短時間で補給できる見込が無いと報告した。しかし、多くの上級将校を含め2万名以上の将兵の損失があったにも拘わらず、リー軍の士気は高いままであり、この逆境にあってもその指揮官に対する尊敬の念は衰えていなかった。
リーは部下の指揮官数人との作戦会議後、7月3日の夜に撤退の準備を始めた。リチャード・イーウェル中将の第2軍団をカルプスヒル地域からゲティスバーグの町を抜けてオークリッジやセミナリーリッジまで退かせてその戦線を固めた。兵士達は胸壁や射撃壕を造り、マンマスバーグ道路からエミッツバーグ道路まで前線は2.5マイル (4 km) の長さに及んだ。この方面作戦の間に大量に捕獲されていた装備や物資を運ぶ長い輜重隊を、歩兵隊の動きに先立ってできるだけ早く後方に下げることに決めた。この輜重隊には8,000名の負傷兵を乗せた救急車も含まれていた。それには移動できる者や重傷を負った主要な将官何人かも含まれたが、あまりに重要なので放棄できないものも含まれた。南軍負傷兵の多く、6,800名は北軍野戦病院で治療するために残され、リー軍の軍医数人が選ばれて彼等と共に残った。
南軍がサウス山を越えてカンバーランド渓谷（シェナンドー渓谷のメリーランド州とペンシルベニア州の部分）に向かうには2つの径路があり、そこからは南に下ってウィリアムズポートでポトマック川を越えることとされた。この2つの径路の1つは、チェンバーズバーグの方向にキャッシュタウンを抜けるチェンバーズバーグ道路であり、もう1つはフェアフィールドやモンテレー・パスを抜けてヘイガーズタウンに向かう短い径路だった。南軍にとって幸運だったことに、このときは偵察や遮蔽の用途にその騎兵隊を十分利用することができた。J・E・B・スチュアート少将の最良の騎兵3個旅団は、この方面作戦の間本隊とは別行動で襲撃を行っていたために、方面作戦初期にはその能力を使えていなかった。
しかし、南軍にとって不運なこともあった。ポトマック川まで到着すると、渡河が難しいことが分かった。7月4日に始まった車軸を流すような雨がウィリアムズポートでは川を溢れさせ、浅瀬を渡ることは不可能だった。4マイル (6 km) 下流のフォーリングウォーターズでは、ハーパーズ・フェリーを進発したウィリアム・H・フレンチ少将の北軍騎兵隊が、7月4日にあまり守備隊を置いていなかったリー軍の舟橋を破壊していた。川を渡る唯一の方法はウィリアムズポートの小さな渡し船だった。南軍は罠に嵌った状態となり、川を背後にしてミード軍に対し自隊を守る必要に迫られた。

## 対戦した戦力
北軍のポトマック軍と南軍の北バージニア軍は、ゲティスバーグの戦いを戦った編成をそのまま保持していた。7月10日までに北軍の損失は補充され、ミード軍は約80,000名となっていた。南軍はこの方面作戦の間援軍を受けることがなく、戦闘可能な兵士は約50,000名に過ぎなかった。
ポトマック軍は重要な将官を戦闘で失ったために、その役割にそこそこの変更があった。ミードの参謀長ダニエル・バターフィールド少将は7月3日に負傷し、7月8日にアンドリュー・A・ハンフリーズ少将が交代した。ヘンリー・プライス准将が、ハンフリーズの受け持っていた第3軍団の1個師団指揮を引き継いだ。ジョン・F・レイノルズ少将が7月1日に戦死し、第6軍団のジョン・ニュートン少将がその跡を継いだ。7月3日に負傷したウィンフィールド・スコット・ハンコック少将の代わりには、ウィリアム・ヘイズ准将が就いた。この方面作戦の大半でハーパーズ・フェリーの守備隊を一時的に指揮していたウィリアム・H・フレンチ少将が負傷したダニエル・シックルズ少将に代わって、7月7日に第3軍団長となった。戦闘による損失に加えて、ミード軍は南北戦争の間常に続いた条件によっても災いされた。つまりその徴兵期間が切れた兵士や連隊が出て行ってしまうことであり、これは実行されている作戦中にも実際に起こった。しかし、良い面とすれば、ハーパーズ・フェリー近くのメリーランド高地にいたフレンチ将軍の約10,000名という一時的だが経験の無い援軍が可能であり、これらの兵士は第1軍団と第3軍団に組み入れられた。期限切れとこの援軍を差し引きして、ポトマック軍全体では約6,000名の増となった。ハーパーズ・フェリー、メリーランド高地およびサウス山の峠にいた部隊を含め、7月14日までに11,000ないし12,000名の兵士が増えたが、ミードはこれらの部隊の戦闘有効性についてはかなり疑問を持っていた。ポトマック軍に加えて、ダライアス・コウチ少将のサスケハナ方面軍は、ウェインズバラに7,660名、チェンバーズバーグに11,000名およびマーサーズバーグに6,700名を持っていた。これらは「緊急配備部隊」であり、リーがペンシルベニア州に侵攻したときに急に起ち上げられ、ミードの命令下に入った。
リー軍はその軍団組織と指揮官は同じままだったが、多くの重要な将軍達が戦死する（ルイス・アーミステッド、リチャード・ガーネット、アイザック・E・アブリー）か、捕虜になる（ジェイムズ・L・ケンパー、ジェイムズ・J・アーチャー）か、あるいは重傷を負う（ジョン・ベル・フッド、ウェイド・ハンプトン、ジョージ・T・アンダーソン、ドーシー・ペンダー、アルフレッド・スケールズ）かしていた。

## インボーデンの輜重隊

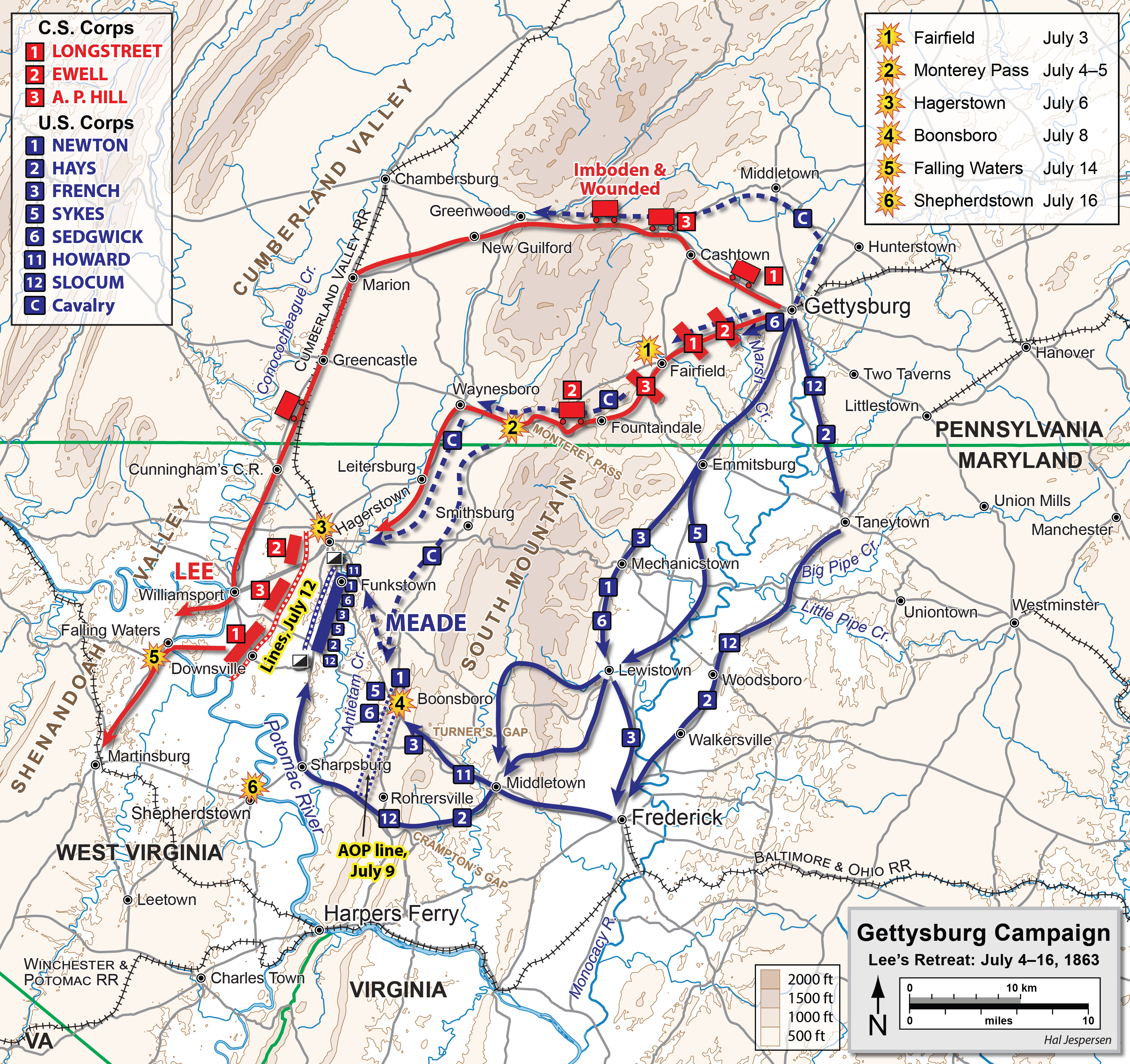
ゲティスバーグ方面作戦（7月5日-14日）
南軍
北軍

7月4日午前1時、リーはその作戦本部にスチュアート配下の騎兵旅団長の1人、ジョン・D・インボーデン准将を呼び、輜重隊の大半を後方に移す手配を命じた。インボーデンの部隊、2,100名の騎兵はこの時までの作戦で大きな役割を果たしておらず、スチュアートが北軍の回りを乗り回す時も選ばれていなかった。リーとスチュアートはインボーデンの旅団を、「無頓着に訓練され非効率的に指揮される」部隊と考えて評価していたが、護衛任務や民兵隊と戦うような任務には効果があった。リーはインボーデンの単一砲兵隊をその歩兵軍団から借りた他の5個砲兵大隊で補強し、スチュアートにはフィッツヒュー・リー准将とウェイド・ハンプトン（この時はローレンス・S・ベイカー大佐が指揮）の旅団がインボーデン隊の側面と後方を守るように指示させた。インボーデン隊はキャッシュタウンを7月4日夜に離れ、グリーンウッドで南に転じて、チェンバーズバーグを避け、ポトマック川を渡るために直接ウィリアムズポートに向かう道を採り、マーティンズバーグまで輜重隊を護衛した。その後インボーデン隊はヘイガーズタウンに戻り、残り部隊の撤退路を守った。
インボーデンの護衛した輜重隊は数百のコネストーガ幌馬車からなっており、狭い道に沿ってその長さは15ないし20マイル（24ないし32 km）にも延びた。これらの馬車を行軍配置に並べ、その護衛を配置し、物資を積み、また負傷者を積み込むことで7月5日の午後遅くまで掛かった。インボーデン自信は午後8時頃にキャッシュタウンを出発し、隊列の先頭に向かった。この移動は極端に惨めなものの1つとなり、7月4日に降り始めた車軸を流すような雨の中を行われ、負傷兵は緩衝装置の無い馬車の中でこの天候と粗い道路に耐えることを強いられた。インボーデン隊は目的地に着くまで止まってはならないとされており、このことは馬車が壊れても置いていくしかないことを意味した。重傷を負っていた者の何人かは地元の市民が見付けて世話をしてくれることを期待して道端に置いて行かれた。輜重隊はその行軍の間嫌がらせを受けた。7月5日の夜明け、グリーンキャッスルの市民が斧を持って輜重隊を襲い、馬車の車輪が外れてしまうまで攻撃した。その日の午後、カニンガム交差点（現在のシアフォス）で、アブラム・ジョーンズ大尉が第1ニューヨーク騎兵隊と第12ペンシルベニア騎兵隊の200名の騎兵を率いて隊列を襲い、荷車134両、馬とロバ600頭を捕獲し、負傷兵のほぼ半分にあたる645名を捕虜にとった。これらの損失はスチュアートをひどく怒らせ、調査のための査問会議を要求することになった。

## フェアフィールドとモンテレー・パス
7月4日の暗くなってから、A・P・ヒルの第3軍団がフェアフィールド道路を進発し、その後にジェイムズ・ロングストリート中将の第1軍団とリチャード・イーウェル中将の第2軍団が続いた。リーはヒルと共に部隊の先頭に付いた。リーはスチュアートに、ジョン・R・チャンブリス大佐とアルバート・G・ジェンキンス准将（ミルトン・ファーガソン大佐が指揮）の旅団にエミッツバーグから左後方を遮蔽させるよう命じた。暗くなってからの出発だったので、リー軍は数時間先行することができ、ゲティスバーグ戦場の西側からウィリアムズポートに向かう道はポトマック軍が選択できる道の半分ほどの距離という利点があった。
ミードは、リーが再攻撃を意図しているか確信が持てなかったために即座の追撃開始を逡巡し、またその命令はボルティモアやワシントンD.C.を守ることを要求し続けていた。ミードは南軍がサウス山の峠道に十分な防御を施していると考えたので、サウス山の東側でリー軍を追撃すると決断し、フレデリック西側の峠を直ぐにでも抑えるための強行軍を行い、カンバーランド渓谷を後退するリー軍の左側面を脅かそうとした。もしミードがフェアフィールドを抑えておれば、リー軍はその後方をゲティスバーグでポトマック軍に曝したまま、フェアフィールドを抜ける過程で戦うか、ヘイガーズタウンに向かうにはかなり難しい径路であるキャッシュタウン・パスを抜けて行く道を全軍が選ぶかを強いられているはずだった。
7月3日、ピケットの突撃が進行中の頃、北軍の騎兵隊はリー軍の退却路となった所を遮断できる唯一の可能性があった。ウェズリー・メリット准将の旅団が騎兵隊指揮官アルフレッド・プレソントン少将から、エミッツバーグから発進してセミナリーリッジに沿った南軍の左と後方を叩くよう命令を受けた。地元の市民からフェアフィールド近くに南軍の飼料馬車があるという情報に反応したメリットはサミュエル・H・スター少佐の第6アメリカ騎兵隊から4大隊約400名をその荷車の捕獲に派遣した。この部隊が荷車の所に到着する前に、ウィリアム・E・"グランブル"・ジョーンズ准将の指揮する第7バージニア騎兵隊が妨害し、小さなフェアフィールドの戦いが起こった。北軍の騎兵は柱とレールの柵背後に陣取って攻撃を始めバージニア部隊を撤退させた。ジョーンズは第6バージニア騎兵隊を送り込み、うまく突撃して北軍騎兵に襲いかかり、スターを負傷させ捕獲した。北軍の損失は捕虜が大半で242名となり、南軍の損失は44名だった。これは比較的小さな戦闘だったが、その結果として戦略的に重要なサウス山峠道に繋がるフェアフィールド道路が開いたままとなった。
7月4日早く、ミードはその騎兵隊を派遣して「彼の撤退をできるだけ苦しめ悩ます」ために敵の後方と通信線を叩かせることにした。9個騎兵旅団があったうちの8個旅団（デイビッド・グレッグ准将師団のジョン・B・マッキントッシュ大佐旅団を除く）が進発した。J・アービング・グレッグ（従兄弟であるデイビッド・グレッグの師団）の旅団がハンターズタウンとマンマスバーグを経由してキャッシュタウンに向かったが、その他全旅団はゲティスバーグの南に動いた。ジョン・ビュフォード准将の師団は直接ウェストミンスターからフレデリックに向かい、7月5日の夜にメリットの師団と合流した。
7月4日遅く、ミードは作戦会議を開催し、軍団長達はリーが行動を起こすまで自軍はゲティスバーグに留まるべきということと、騎兵隊は撤退中のリー軍を追撃すべきということで合意した。ミードは、ゲティスバーグの戦いにほとんど関わらなかったジョン・セジウィック少将の第6軍団から1個師団をガバヌーア・ウォーレン准将に預け、南軍の前線を探りリーの意図を判断させることにした。ミードはバターフィールドに全軍移動の準備を命じ、セジウィック（第1，第3および第5軍団）、ヘンリー・W・スローカム少将（第2および第12軍団）およびオリバー・O・ハワード少将（第5および第11軍団）の3つの翼に再編成した。7月5日の朝までに、ミードはリーが出発したことを知ったが、ウォーレンの偵察結果を知るまで全体追撃命令を出すことを逡巡した。
モンテレー・パスの戦いは、ジャドソン・キルパトリック准将の騎兵師団が7月4日の暗くなる前にフェアフィールド近くに到着したときに始まった。キルパトリック隊はビバリー・ロバートソン准将の前哨線を容易に蹴散らし、G・M・イーマック大尉の第1メリーランド騎兵大隊からの20名分遣隊がモンテレー・パスを守っているのに遭遇した。このメリーランド部隊は第4ノースカロライナ騎兵隊の分遣隊と1門の大砲に助けられて、4,500名からなる北軍騎兵隊の前進を夜半過ぎになるまで遅らせた。キルパトリックは暗闇の中で何も見えず、自隊が「危険な状況」にあると考えた。ジョージ・アームストロング・カスター准将に命じて第6ミシガン騎兵隊と共に南軍への突撃を命じ、これが行き詰まりを打開してキルパトリック隊は輜重隊の所まで到達し攻撃できた。この部隊は多くの荷車を捕獲または破壊し、主に救急車に乗っていた負傷兵1,360名を捕獲し、数多い馬やロバも捕らえた。
モンテレー・パスの戦い後、キルパトリック師団は7月5日午後2時頃にスミスバーグに到着した。スチュアートはチャンブリスとファーガソンの旅団を率いてサウス山から到着した。騎馬砲兵隊の砲撃戦が起こり、その小さな町にいくらか損傷を与えた。キルパトリックは日没時に、「捕虜、動物および荷車を救うために」撤退し、夜半前にブーンズバラに到着した。

## セジウィックの偵察
セジウィック軍団からの偵察は7月5日夜明け前に始まったが、1個師団の代わりに全軍団で行った。この軍団はその日午後遅くにフェアフィールドに近いグラナイトヒルでイーウェル軍団の後衛を襲ったが、結果は小競り合い以上のものにはならず、南軍はフェアフィールドの西1.5マイル (2.4 km) で宿営して、ほんの前哨線だけでその陣地を維持した。ウォーレンはミードに向けて、リーはフェアフィールド周辺にその軍隊主力を集結させ、戦闘に備えていると、ウォーレンとセジウィックが考えていると報せた。ミードは即座にその軍隊の動きを止め、7月6日早朝にセジウィックに対して、リーの意図を判断し山の峠道の状態を偵察することを再開するよう命令した。セジウィックは岩だらけの地域と前面の深い霧のなかに全軍団を送ることの危険性をミードと論議し、正午までにミードはその作戦を放棄して、山脈の東、ミドルタウンに進むという当初の作戦を再開した。ゲティスバーグを出るときの遅れと、セジウィックに対して単に偵察を行うのかあるいは積極的に前進してリー軍と戦闘を交えるのか矛盾する命令をだしたことで、ミードの敵対者が優柔不断と臆病と告発したように、後にミードを政治的苦境に立たせることになった。
ミードからの指示が矛盾していたとしても、セジウィックとウォーレンはさらに安全側に動いた。彼等はイーウェル軍団がフェアフィールドを明け渡すまで待ち、イーウェル軍団が西に動くにつれてその背後で安全な距離を保った。リーはセジウィックがその後衛を攻撃するものと思っており、その備えはできていた。イーウェルには「もし彼等が付いてくるならば、戻って叩け」と告げた。イーウェルは「神の導きによって、私がそれをやるだろう」と答え、ロバート・E・ローズ少将の師団に戦闘隊形を作るよう命じた。セジウィックの第6軍団はモンテレー・パスの頂点までリー軍を追ったが、反対側に降りてまで追撃することは無かった。

## ウィリアムズポートへの追跡
ミードの歩兵部隊が熱心にリー軍を追跡するようになる前に、ビュフォードの騎兵師団がフレデリックから出発してポトマック川を渡る前のインボーデンの輜重隊を破壊しようとした。南軍の撤退路でヘイガーズタウンは重要な地点であり、そこを抑えることは川を渡る浅瀬への接近を妨害するか遅らせる可能性があった。7月6日、キルパトリック師団はモンテレー・パスでの襲撃に成功した後で、ヘイガーズタウンに向かいチャンブリスとロバートソンの小さな2個旅団を追い出した。しかし、アルフレッド・アイバーソン准将の歩兵隊がキルパトリックの部隊を町から後退させた。スチュアートの残っていた旅団がやってきて、フッド師団の2個旅団に補強され、ヘイガーズタウンは南軍が占領した。
ビュフォードはキルパトリック部隊の砲声を近くに聞き、その右翼への支援を要請した。キルパトリックはビュフォードの支援要請に応えることにしてウィリアムズポートでインボーデン隊への攻撃に加わった。ヘイガーズタウンのスチュアートの部隊がその陣地から、キルパトリック隊の後方と右手から圧力を掛けたのでキルパトリック隊が崩壊し、ビュフォードの後方が攻撃に曝された。ビュフォードは暗闇が訪れたときにその行動を諦めた。7月7日午後5時、ビュフォード隊は輜重隊が留まっている所から半マイル (0.8 km) 以内に近付いたが、インボーデン隊がその前進を阻んだ。
ブーンズバラの戦いは7月8日にカンバーランド道路沿いで起こった。スチュアートはファンクスタウンとウィリアムズポートの方向から5個旅団で進軍してきた。スチュアートはブーンズバラの北4.5マイル (7.2 km) のビーバークリーク橋で先ず北軍の抵抗に遭った。午前11時までに、南軍騎兵隊は幾らかぬかるんだ平原に押し出し、そこでは馬に乗ったままでの戦闘がほとんど不可能だったので、スチュアートの騎兵もキルパトリックやビュフォードの師団も馬を降りて戦うしかなかった。午後の半ばまでにキルパトリックの北軍左翼は、南軍の圧力が強まるなかで弾薬を切らして崩壊した。しかし、スチュアート隊の進軍は午後7時頃に北軍の歩兵隊が到着した時点で止まり、スチュアート隊は北のファンクスタウンに引き上げた。
スチュアート隊がファンクスタウンにいるという強い存在感のために北軍のウィリアムズポートに向けた進軍の脅威となり、もし北軍がブーンズバラから西に動いた場合にはその右翼と後方に大きな危険性を帯びる恐れがあった。ビュフォード師団は7月10日に国道を通って慎重にファンクスタウンに接近し、スチュアートの三日月形をした3マイル (5 km) におよぶ前線に遭遇し、第二次ファンクスタウンの戦いが始まった（第一次は7月7日のビュフォード第6アメリカ騎兵隊とグランブル・ジョーンズの第7バージニア騎兵隊の間で行われた小戦闘だった）。北軍トマス・C・デビン大佐の旅団が馬を降りて午前8時頃に攻撃を掛けた。午後半ばまでにビュフォードの騎兵隊は弾薬を使い果たしほとんど前進できていなかったが、ルイス・A・グラント大佐の第1バーモント歩兵旅団が到着して、ジョージ・T・アンダーソン准将の南軍旅団と衝突した（ゲティスバーグでアンダーソンが負傷した後、ウィリアム・W・ホワイト大佐が指揮していた）。これはゲティスバーグの後では初めて歩兵隊同士の戦闘となった。夕刻までに、ビュフォード隊は北軍の第1、第6および第11軍団が集結している南のビーバークリーク方面に撤退を始めた。
ビュフォードとキルパトリックはブーンズバラ周辺の前進した陣地を保ち、ポトマック軍の到着を待った。フレンチの部隊がハーパーズ・フェリーで鉄道橋を破壊し、1個旅団がメリーランド高地を占拠することで、南軍がサウス山の南端から側面を衝き、南西からフレデリックを脅かすことを防いだ。

## ポトマック川での睨み合い
ミードの歩兵部隊は7月7日の朝以降懸命に行軍していた。スローカムの翼は初日にリトルズタウンからウォーカーズビルまで29マイル (46 km) を進んだ。第11軍団の一部はエミッツバーグからミドルタウンまでおよそ30ないし34マイル（48ないし54 km）の距離を進んだ。7月9日までにポトマック軍の大半はローラーズビルからブーンズバラまでの5マイル (8 km) の前線に集結した。他の北軍部隊はメリーランド高地とウェインズバラで外側側面を守る位置にあった。これらの地点に到着するのは、7月7日の篠突く雨が道路を泥沼に変えていたので大変だった。第3軍団と第5軍団は長い回り道を採る必要があったが、距離が伸びた欠点はボルティモア・アンド・オハイオ鉄道によって北軍補給センターに接続されるフレデリック近傍の道路によって相殺され、また舗装された国道を含み優れた道路条件の恩恵もあった。
南軍の後衛は騎兵隊にうまく遮蔽されて7月7日朝にヘイガーズタウンに到着し、防御陣地を構築した。7月11日までにその右手はダウンズビル近くでポトマック川に接し、左手はヘイガーズタウンの約1.5マイル (2.4 km) 南西までの高地に6マイル (10 km) の前線を占めそこからウィリアムズポートまでの唯一の道路を遮蔽した。コノコチーグ・クリークが西から発せられるかも知れない攻撃からこの陣地を守っていた。南軍は頂部に幅6フィート (1.8 m) の胸壁を造り密に大砲を据えた見栄えのする土盛りを造り上げ、包括的に十字砲火を浴びせることのできる地帯を作った。ロングストリートの軍団が前線の右端に、ヒル軍団が中央に、イーウェル軍団が左に付いた。これら工作物は北軍が前面に到着する直前の7月12日朝に完成した。
ミードは7月12日に北軍総司令官ヘンリー・ハレック宛てに電報を打ち、翌日「妨げられるようなことが起こらなければ」攻撃するつもりだと伝えた。この日の夜、ミードは再度部下達と作戦会議を開いた。7人の上級将官の中でジェイムズ・ワズワース准将とオリバー・O・ハワード少将だけが南軍の防御工作物に攻撃することに賛成した。反対意見はそれまで行われた偵察が不足していることに集中した。7月13日、ミードとハンフリーズは自らも敵陣を視察し、軍団長たちにも7月14日朝に威力偵察を行うよう命令した。この1日の延期は、ミードの政敵が作戦終了後に酷評した行動の遅さのもう一つの例だった。ハレックはミードにそれが「作戦会議は決して戦わないという諺」だと告げた。

## ポトマック川渡河
7月13日朝、リーはミードが攻撃して来るのを待ちながらイライラし始め、北軍が南軍工作物の前に塹壕を掘っているのを見て当惑した。リーは辛抱できなくなって、「これは私には長すぎる。あれを待ってはいられない。...彼らは本の少しの勇気しか持っていない！」と言った。この時までに南軍の工兵隊がポトマック川に新しい舟橋を完成させ、川も渡渉できるくらいに引いていた。リーは暗くなってからの撤退を命じ、ロングストリートとヒルの軍団および砲兵隊はフォーリングウォーターズで舟橋を使い、イーウェルの軍団はウィリアムズポートで渡渉することとした。
ミードの命令はその軍団のうち4個軍団による威力偵察を7月14日午前7時までに始めるものとしていたが、この時までに敵軍が撤退した兆候が明らかになった。前進していた散兵が塹壕が空になっているのを見つけた。ミードは午前8時半に総軍追撃を命じたが、これだけ遅くなるとほとんど接触は起こらなかった。ビュフォードとキルパトリックの騎兵隊が、フォーリングウォーターズからまだ約1.5マイル (2.4 km) 離れた尾根にいたリー軍の後衛ヘンリー・ヒース師団を攻撃した。最初の攻撃は長い夜をほとんど寝ていなかった南軍を急襲し、白兵戦が続いた。キルパトリック隊が再度攻撃し、ビュフォード隊は敵の右と後方を叩いた。ヘスとペンダーの師団は2,000名ほども捕虜に取られた。ジョンストン・ペティグルー准将は手に軽傷を負っただけでピケットの突撃を生き延びた者だったが、フォーリングウォーターズで致命傷を負った。
ヘスに対して小さな成功を得ただけでリー軍を逃がしたことについて、エイブラハム・リンカーン内閣の極度の鬱憤は収まらなかった。大統領は「我々は彼らをこの手で掴めるところだった。もう少し手を伸ばせば捕まえられたのだ。もはや言うこともないし、陸軍に何をさせることもできない。」と言ったと、ジョン・ヘイが語った。

## シェファーズタウンとマナサスギャップ
ゲティスバーグ方面作戦に関する多くの記述は、リー軍が7月13日から14日に掛けてポトマック川を渡ったところで終わっているが、両軍はラッパハノック川を挟んで2週間近くも陣を払わなかった。両軍の公式報告書はその間の操軍や小規模衝突を含んでいる。7月16日、フィッツヒュー・リーとチャンブリスの騎兵旅団が、北軍歩兵隊のポトマック川渡河を阻止するためにシェファーズタウンの浅瀬を守った。デイビッド・グレッグの騎兵師団が浅瀬に近付いたので南軍がこれを攻撃したが、北軍騎兵隊は暗くなるまでその陣地を守った後に撤退した。ミードはこれを「活気ある競争」と呼んだ。
7月17日から18日に、ポトマック軍はハーパーズ・フェリーとバーリン（現在のブランズウィック）でポトマック川を渉った。北軍はブルーリッジ山脈の東側に沿って前進し、リー軍とリッチモンドの間に入ろうとした。7月23日、ミードはフレンチの第3軍団に対して、南軍にマナサスギャップを抜けることを強制することでフロントロイヤルで撤退する南軍部隊を遮断するよう命令した。夜明けとともにフレンチは緩りとジェイムズ・A・ウォーカー准将の旅団（リチャード・H・アンダーソン少将の師団の一部でストーンウォール旅団）をマナサスギャップに追い込んだ。午後4時半頃、強力な北軍の攻撃でウォーカー対は押し込まれたが、そこでロバート・E・ローズ少将の師団と砲兵隊に支援された。暗くなるころまでに、調和の取れていなかった北軍の攻撃は中断された。夜の間、南軍はルレー渓谷まで撤退した。7月24日、北軍はフロントロイヤルを占領したが、リー軍は無事に追撃を逃れた。

## 戦闘の後
ゲティスバーグからの撤退で、南北戦争におけるロバート・E・リーにとって最後の戦略的攻勢、ゲティスバーグ方面作戦が終わった。その後、北バージニア軍の戦闘行動は全て、北軍主導に対する反応だった。南軍は撤退の間に5,000名以上の損失を出したが、これにはモンテレー・パスで捕まった1,000名以上、グレッグ師団に捕まった輜重隊の落伍者1,000名、カニンガム交差点での500名、フォーリングウォーターズで捕まった1,000名が含まれ、さらに10日間の小戦闘と戦いの間に460名の騎兵と300名の歩兵および砲兵が戦死、負傷あるいは不明となった。北軍は主に騎兵が1,000名以上の損失となった。これにはキルパトリック師団がヘイガーズタウンで失った263名と、ビュフォード師団がウィリアムズポートで失った120名が含まれていた。方面作戦全体では、南軍は約27,000名、北軍は30,100名の損失を出した。
ミードはこの撤退と追撃の間に、その臆病さと言われることとその部下の指揮官達の慎重な判断に進んで任せてしまったことだけでなく、その軍隊が疲れ切っていたために邪魔をされた。ゲティスバーグへの進軍は迅速で疲れるものであり、その後に戦争の中でも最大の戦闘が続いた。リー軍の追撃は体力的に大変なものであり、荒れ模様の天候と、敵より長い距離の難しい道路があった。徴兵期間の期限切れで部隊は減耗し、またニューヨーク徴兵暴動が起こってポトマック軍の援軍に来るはずだった部隊数千人を取られた。
ミードは、ちょうどジョージ・マクレラン少将がアンティータムの戦い後に批判されたように、リー軍を取り逃がしたことで厳しく批判された。リンカーンからの圧力を受けて、1863年秋に2度の方面作戦、すなわちブリストー方面作戦とマイン・ラン方面作戦を発してリー軍を破ろうとした。しかしどちらも失敗だった。ミードはまたアメリカ合衆国議会合同戦争遂行委員会の場で、ゲティスバーグでの行動とポトマック川までリー軍が撤退するのを敗れなかったことを問題にされて、政敵の手で辱めを受けた。